# The Nightfly
The Nightfly is het debuutalbum van Donald Fagen als soloartiest.

## Inleiding
Het album werd opgenomen in een stilteperiode van de muziekgroep Steely Dan en betekende een tijdelijke breuk met collega Walter Becker daaruit (Becker en Fagen spraken destijds nooit over een opgeheven band). Vanuit Steely Dan nam hij wel muziekproducent Gary Katz mee, alsmede een hele rij aan studiomuzikanten die ook met Steely Dan hadden gespeeld. Onder diens leiding trok Fagen diverse geluidsstudio’s in New York en Los Angeles in, waaronder de populaire Village Recorders. Het werd een van de eerste complete digitale opnamen binnen de popmuziek, de klassieke muziek paste die techniek al langer toe. Die nieuwe techniek zorgde voor diverse vertragingen in het opnametraject, maar zorgde er wel voor dat een directe release op compact disc tot de mogelijkheden behoorde.  Er werd opgenomen op nieuwe 3M-apparatuur die nogal eens haperde. Om te voorkomen dat specialisten van 3M steeds moesten bijspringen kregen geluidstechnici waaronder Roger Nichols een spoedcursus bij 3M zelf. Fagen kon daardoor een voortzetting via analoge technieken in de ijskast zetten. Ook andere zaken hielden een vlotte opname tegen. In een van de New Yorkse studios kreeg de apparatuur te maken met storingen vanuit de metro-installaties; een andere keer stonk een studio dermate dat opnemen niet kon; het bleek nadat de studio binnenstebuiten was gekeerd om een dode rat te gaan in een afvoerpijp. Ook de soms exorbitante eisen van perfectionist Fagen zelf leverden vertragingen op.
Fagen componeerde muziek van achter toetsinstrumenten en een drummachine. In tegenstelling tot de opnametechniek van Steely Dan, waarbij bijna alles live werd ingespeeld, bouwde Fagen zijn soloalbum laag voor laag op (overdubbing). Gitarist Larry Carlton zou zijn partijen in vier dagen opnemen. Thema van het album is zijn opgroeien in een suburb in de Verenigde Staten, gezien vanuit het standpunt van een volwassene, iets wat wordt vermeld in het boekwerkje:
The songs on this album represent certain fantasies that might have been entertained by a young man growing up in the remote suburbs of a northeastern city during the late fifties and early sixties, i.e., one of my general height, weight and build.
De muziek werd meer richting de jazz gestuurd; de teksten waren minder bijtend dan bij Steely Dan, zo was de gangbare mening.

## Platenhoes
De platenhoes laat in zwart-wit een rokende Donald Fagen als diskjockey (Nightfly) zien. Fagen had geen specifieke diskjockey voor ogen, maar meer een combinatie van indrukken van dj’s uit die tijd. In overhemd en stropdas zit hij achter een RCA 77DX microfoon op de draaitafel Sonny Rollins and the Contemporary Leaders (een van Fagens favoriete albums) af te spelen. Er is een volle asbak te zien alsmede lucifers en een pakje Chesterfield King. Tevens is een deel van een klok te zien die de tijd 4:09 weergeeft, dat gebruikt zou worden in de aankondiging van het album in Billboard: 
At 4:09 a.m., silence and darkness have taken hold of the city. The only sound is the voice of The Nightfly
 Fotograaf Jame Hamilton schoot het portret bij Fagen thuis in Upper East Side, Manhattan.  Bij een eerste fotoshoot stond helaas de microfoon de verkeerde kant op. Op de achterzijde zijn rijtjeshuizen te zien wijzend op de architectonische saaiheid van suburbs.
Het album werd op 1 oktober 1982 wereldwijd uitgebracht op elpee en muziekcassette. De eerste compact discversie werd in 1984 uitgebracht, ongeveer een jaar na de introductie van het toestel. In diezelfde periode kwam ook de digitale albums uit van Peter Gabriel (Peter Gabriel (1982)/Security) en Bruce Springsteen (Born in the U.S.A.). Men gebruikte tot woede van geluidstechnicus Nichols niet de originele mastertapes, Nichols schreef over die handelwijze nog een verhaal in Recording engineer en producer. Overigens was het Stevie Wonder die het was opgevallen.

## Ontvangst
Het album werd in de Verenigde Staten positief ontvangen, al was er hier en daar ook de opmerkingen dat de klasse die Steely Dan liet horen was afgevlakt. Die laatste visie verdween in de jaren daaropvolgend; men had het vooral over de zweem van nostalgie die over het album te horen is. The Nightfly kreeg zeven nominaties voor de 25e Grammy Awards waaronder Grammy Award voor Album of the Year. Ook afzonderlijke liedjes vielen in de prijzen. Die positieve ontvangst is terug te vinden in de noteringen in de albumlijsten. In de Billboard 200 haalde het een elfde plaats. Ook in Noorwegen, Zweden, Nieuw-Zeeland verkocht het goed. Nederland bleef wat achter met zeventien weken notering met als hoogste plek 16. Er werd daar voornamelijk gewezen op de gelijkenis met de muziek van Steely Dan. OOR's Pop-encyclopedie (versie 1992) noemt het album alleen als voetnoot in het artikel over Steely Dan.

## Nasleep
Fagen was, na aanvankelijke blijdschap over het resultaat, na het album muziektechnisch uitgeput. Er kwamen perioden voor met schrijversblok, paniekaanvallen en depressies. Dat is wellicht de reden dat Fagen later toegaf tijdenlang niet naar het album te hebben geluisterd.    
Het album kreeg keer op keer een heruitgave, mede omdat het populair bleef bij audiofielen. Het werd een tijdlang vaak gebruikt bij demonstraties in Hifi-winkels etc. Qua geluid werd het vergeleken met Sgt. Pepper's Lonely Hearts Club Band van The Beatles en Pet Sounds van de The Beach Boys.

## Musici
- Donald Fagen – zang, orgel (3, 4, 7, 8), synthesizers (1–3,5–8), synth blues harp (1), elektrische piano (3, 4, 8), piano (6), achtergrondzang (3, 4 5–8), blaasarrangementen
- Dave Bargeron – trombone (1), eufonium (4)
- Michael Brecker – tenorsaxofoon (1, 3, 4)
- Randy Brecker – trompet (1, 3), flugelhorn (3, 4)
- Larry Carlton – gitaar (2-8)
- Ronnie Cuber – baritonsaxofoon (1, 4)
- Rick Derringer – gitaar (1, 3, 6)
- Frank Floyd – background vocals (1, 2, 6)
- James Gadson – drumstel (1), aanvullende drums (3)
- Ed Greene – drumstel (4, 5)
- Gordon Grody – achtergrondzang (1)
- Anthony Jackson – basgitaar (1, 3)
- Steve Jordan – drumstel (8)
- Steve Khan – akoestische gitaar  (7)
- Abraham Laboriel – basgitaar (5)
- Will Lee – basgitaar (8)
- Hugh McCracken – gitaar (1, 3, 6), mondharmonica (5)
- Lesley Miller – achtergrondzang (8)
- Marcus Miller – basgitaar (4, 6, 7)
- Rob Mounsey – synthesizers (1,2,6), blaasarrangementen
- Michael Omartian – piano (3, 5) elektrische piano (5, 6)
- Dean Parks – gitaar (2, 7)
- Greg Phillinganes – synthesizer (7), piano (4), piano solo (3), elektrische piano (1, 2, 7), clavinet (2), synthesizer bass (8)
- Jeff Porcaro – drumstl (2, 3, 6, 7), aanvullende drums (1)
- Chuck Rainey – basgitaar (2)
- Zachary Sanders – achtergrondzang (1, 2, 6)
- Valerie Simpson – achtergrondzang s (1–3, 6, 7)
- David Tofani – altsaxofoon (1, 4)
- Starz Vanderlocket – percussie (1, 2, 5, 7), achtergrondzang (5)

## Muziek
| Nr. | Titel                                         | Duur |
| --- | --------------------------------------------- | ---- |
| 1.  | I.G.Y. (What a Beautiful World) (Fagen)       | 6:03 |
| 2.  | Green Flower Street (Fagen)                   | 3:42 |
| 3.  | Ruby Baby (Jerry Leiber, Mike Stoller, Fagen) | 5:38 |
| 4.  | Maxine (Fagen)                                | 3:50 |

| Nr. | Titel                          | Duur |
| --- | ------------------------------ | ---- |
| 1.  | New Frontier (Fagen)           | 6:23 |
| 2.  | The Nightfly (Fagen)           | 5:47 |
| 3.  | The Goodbye Look (Fagen)       | 4:50 |
| 4.  | Walk Between Raindrops (Fagen) | 2:38 |

Deze tracks worden bij sommige heruitgaven begeleid door bonustracks.